# Comté de Shoshone
Pour les articles homonymes, voir Shoshone (homonymie).
Le comté de Shoshone est un comté des États-Unis situé dans l’État de l'Idaho. En 2000, la population était de 13 771 habitants. Son siège est Wallace. Le comté a été créé en 1864 et nommé en l'honneur d'une tribu amérindienne, les Shoshones. Le comté est aussi connu sous le nom de vallée d'argent (Silver valley), à cause des mines d'argent de la région.

## Géolocalisation
|                                    | Comté de Bonner     |                                                         |
| Comté de Kootenai Comté de Benewah | Comté de Shoshone   | Comté de Mineral, (Montana) Comté de Sanders, (Montana) |
| Comté de Latah                     | Comté de Clearwater |                                                         |

## Démographie
| 1870 | 1880 | 1890  | 1900   | 1910   | 1920   |
| ---- | ---- | ----- | ------ | ------ | ------ |
| 722  | 469  | 5 382 | 11 950 | 13 963 | 14 250 |

| 1930   | 1940   | 1950   | 1960   | 1970   | 1980   |
| ------ | ------ | ------ | ------ | ------ | ------ |
| 19 060 | 21 230 | 22 806 | 20 876 | 19 718 | 19 226 |

| 1990   | 2000   | 2010   | - | - | - |
| ------ | ------ | ------ | - | - | - |
| 13 931 | 13 771 | 12 765 | - | - | - |

## Principales villes
- Kellogg
- Mullan
- Osburn
- Pinehurst
- Smelterville
- Wallace
- Wardner